# Pujada al Puig Major
La Pujada al Puig Major (antigament en castellà, Carrera en cuesta al Puigmajor) és una pujada de muntanya que es disputa des del 1963 a la vall de Sóller, pels voltants del Puig Major. Organitzada pel Reial Automòbil Club de Catalunya (RACC) fins al 1980 i represa d'ençà de 1982 per dues escuderies mallorquines (l'Escuderia Drach i l'Escuderia Serra de Tramuntana successivament), la prova discorre per un tram de poc més de quatre quilòmetres de la carretera que va de Pollença a Andratx travessant la Serra de Tramuntana, la Ma-10.
Durant l'etapa en què l'organitzava el RACC, la Pujada al Puig Major era puntuable per al Campionat de les Illes Balears, el de Catalunya i el d'Espanya de muntanya. També fou puntuable en alguna ocasió per al Campionat de França, per al Volant RACC, per al Campionat d'Europa motociclista (1963-1964) i per a l'automobilista (1979-1980). Actualment, però, només forma part del Campionat de les Illes Balears de muntanya.

## Característiques
L'esdeveniment dura un cap de setmana i des de fa uns anys se celebra a començaments d'octubre. Normalment, el dissabte al capvespre es disputen dues mànegues d'entrenaments i el diumenge, a partir d'un quart de deu, es corre la tercera. A un quart de dotze comença la competició pròpiament dita amb la disputa de dues pujades per a cada participant, de les quals s'agafa el millor temps per a la classificació final. Hi ha dues categories principals, la de "competició" i la de "regularitat". El parc tancat dels automòbils participants se situa a l'aparcament de Can Miró, al Port de Sóller.

### Recorregut
Durant la primera etapa de la prova, quan l'organitzava el RACC i més enllà, el tram de la carretera Ma-10 per on discorria la cursa feia exactament 8 quilòmetres, amb la sortida al km 51,300 i l'arribada al km 43,300. D'ençà d'una data imprecisa (entre el 1990 i el 2005), quan l'Escuderia Drach ja havia assumit l'organització de la pujada, el recorregut de la cursa s'escurçà quasi a la meitat i quedà en un total de 4,4 km, amb la sortida situada al punt quilomètric 50,750 (el revolt de Sa Teulera) i l'arribada al punt quilomètric 46,350, a la llarga recta que transita entre el creuer amb Fornalutx i el mirador de Ses Barques.
Tot seguit, es detalla la longitud total dels dos diferents recorreguts de la cursa al llarg dels anys, amb el rècord absolut marcat en cadascun d'ells:
| Època          | Sortida   | Arribada  | Longitud | Rècord                                                     |
| -------------- | --------- | --------- | -------- | ---------------------------------------------------------- |
| 1963 - ?       | km 51,300 | km 43,300 | 8 km     | Fermí Vélez (Lola-Danone), 1985, 3'48"63                   |
| ? - Actualitat | km 50,750 | km 46,350 | 4,4 km   | Andrés Vilariño (Norma M20F), 2013, 2'04"263 a 127,47 km/h |

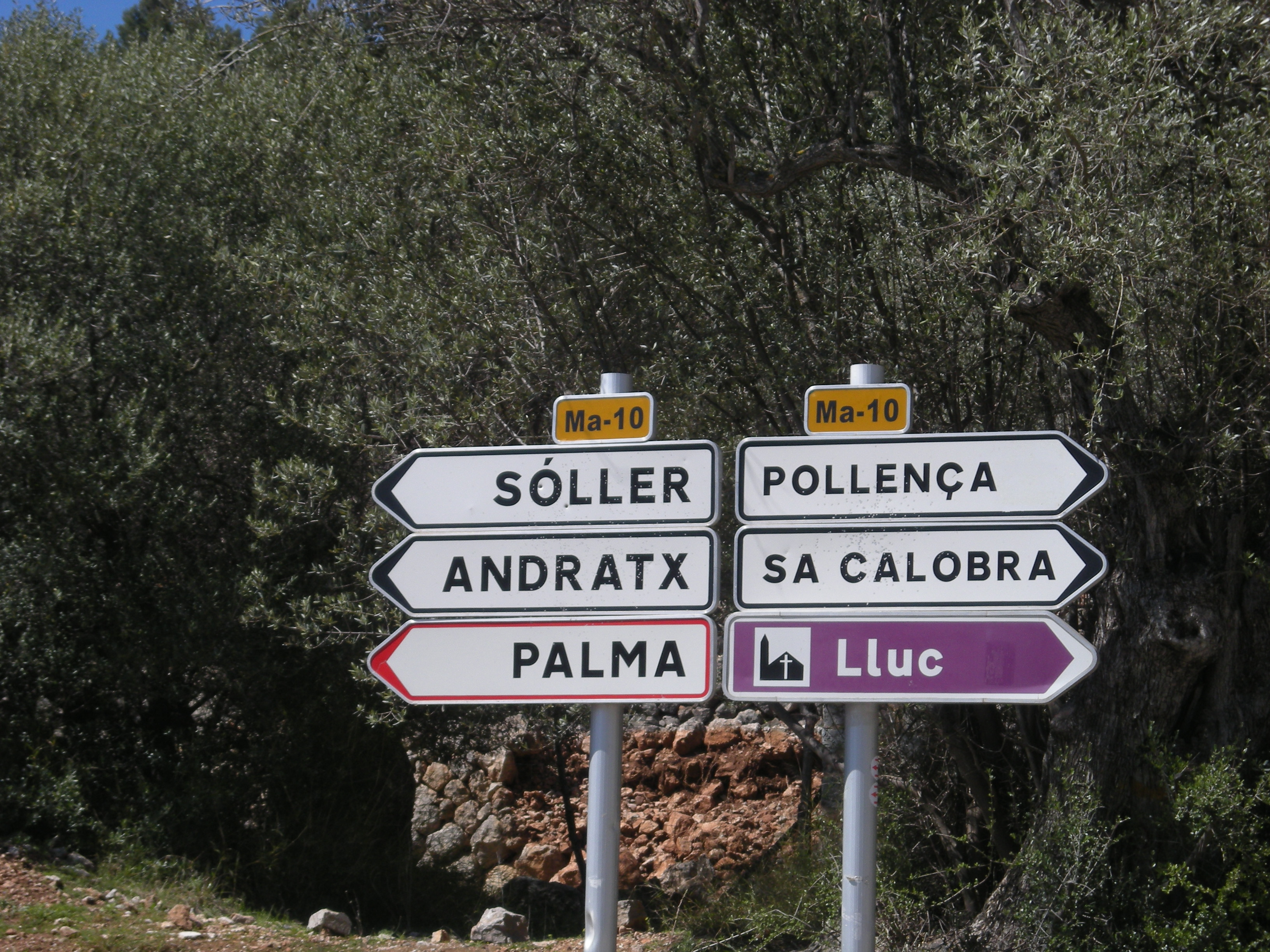
La carretera Ma-10 al creuer amb la que va a Fornalutx (Ma-2120), punt per on passa la cursa

Els detalls tècnics d'ambdues etapes històriques de la cursa són aquests:
| Característiques         | 1963-?    | ?-Actualitat |
| ------------------------ | --------- | ------------ |
| Sortida                  | Km 51,300 | Km 50,750    |
| Arribada                 | Km 43,300 | Km 46,350    |
| Longitud                 | 8 km      | 4,4 km       |
| Alçada de la sortida     | 11,50 m   | 45,20 m      |
| Alçada de l'arribada     | 498,90 m  | 334,50 m     |
| Desnivell del recorregut | 487,40 m  | 289,30 m     |
| Pendent mitjà            | 7,23%     | 5,35%        |
| Pendent màxim            | 6,10%     | 6,57%        |

Notes
1. 1 2  Metres sobre el nivell del mar

## Història
Les dues primeres edicions de la Pujada al Puig Major tingueren un marcat caràcter motociclista, per bé que hi participaven també automòbils. Els guanyadors absoluts en varen ser justament els qui guanyaren en l'apartat de motocicletes (Jacques Roca amb una Derbi 50cc el 1963 i Josep Maria Busquets amb una Montesa Impala 250 el 1964). En ambdues ocasions, a més, la prova puntuava per al campionat europeu pel que fa a les motocicletes, i precisament el 1963 Jacques Roca aprofità la seva victòria a la cursa per a assegurar el títol de campió, que tenia mig aconseguit.

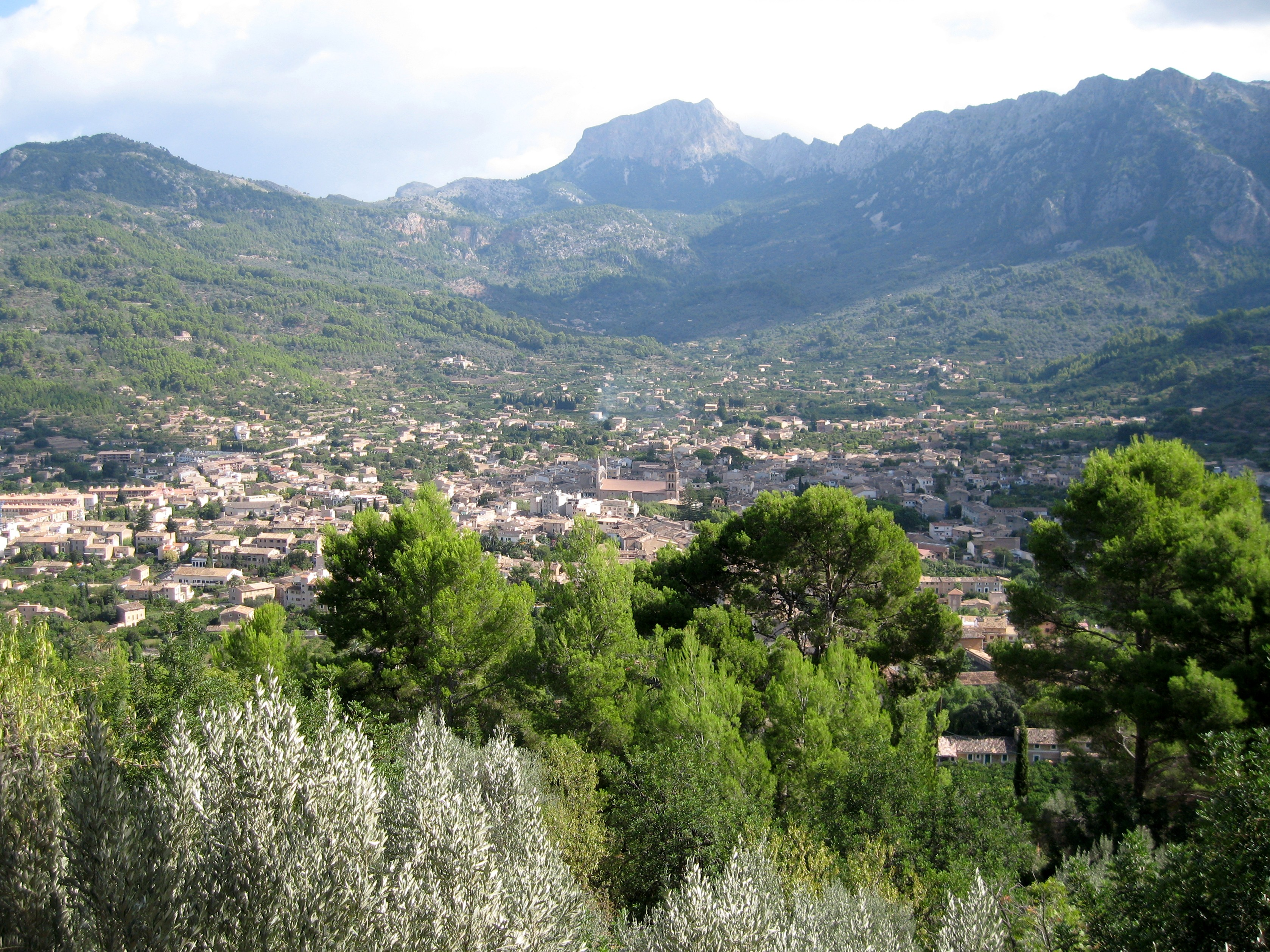
Vista de la vall de Sóller, amb el Puig Major al fons

D'ençà de 1965, el RACC decidí de restringir la prova únicament als automòbils, i des d'aleshores i fins al 1980 l'esdeveniment anà consolidant un prestigi que li valgué fins i tot ser inclòs en el calendari del campionat d'Europa automobilístic en dues ocasions (1979 i 1980). Malgrat tot, el 1981 el RACC va renunciar a seguir organitzant la cursa, cosa que va anunciar a només tres dies de la seva celebració (programada per al cap de setmana del 3 i 4 d'octubre). L'any següent, 1982, l'Escuderia Drach de Palma en va agafar el relleu i tornà a convocar la prova, aquest cop reduïda a gairebé la meitat de distància (va passar de 8.000 metres a 4.400). L'escuderia va seguir organitzant la prova fins al 1991, però el febrer de 1992 va anunciar que desistia de seguir-la convocant a causa de la pena d'arrest que li fou imposada al seu president, arran del tràgic accident esdevingut a l'edició de 1989. Aleshores, l'Escuderia Serra de Tramuntana de Sóller decidí d'agafar-ne les regnes i des d'aquell mateix any ha seguit organitzant-la, alternant-se en alguna ocasió puntual amb l'Escuderia Drach.
A banda de les edicions competitives tradicionals, l'Escuderia Clàssics de Mallorca n'ha organitzat també alguna de tipus "Revival" com ara la del 2015, destinada a cotxes clàssics i recuperant l'històric traçat inicial de 8 quilòmetres.

Pel que fa als pilots participants, el més reeixit al llarg de la història de la prova ha estat el sabadellenc Joan Fernández, tot un mite de l'especialitat a escala nacional i europea que va arribar a guanyar-la en quinze edicions. Com a reconeixement a la seva trajectòria, l'Escuderia Serra de Tramuntana i l'Ajuntament de Sóller li reteren un homenatge amb motiu de la Pujada del 2009, en el decurs del qual s'inaugurà un monòlit al revolt de Sa Teulera amb una placa que duu la següent inscripció: 
| «                                 | En el dia del seu homenatge, l'Escuderia Serra de Tramuntana, el poble de Sóller i l'automobilisme mallorquí sabedors de que sempre ens ha portat al seu cor, perpetua el mite indissociable que suposa per a la Pujada al Puig Major D. Joan Fernández Garcia mitjançant aquesta roca, per la qual quedarà unit per sempre a la terra que tant ha admirat i estimat. | » |
| — Sóller, 19 de setembre de 2009. | |   |

.

## Palmarès

### 1963-1964 (cotxes i motos)
S'assenyalen amb negreta els guanyadors absoluts de cada edició.
| Edició | Any  | Data           | Longitud | Automòbils        | Automòbils | Automòbils | Automòbils | Motocicletes         | Motocicletes       | Motocicletes | Motocicletes | Ref.   |
| Edició | Any  | Data           | Longitud | Guanyador         | Cotxe      | Temps      | Km/h       | Guanyador            | Moto               | Temps        | Km/h         | Ref.   |
| ------ | ---- | -------------- | -------- | ----------------- | ---------- | ---------- | ---------- | -------------------- | ------------------ | ------------ | ------------ | ------ |
| I      | 1963 | 9 de setembre  | 8 km     | Salvador Fàbregas | Porsche GP | ?          | 86,605     | Jacques Roca         | Derbi 50           | ?            | 77,961       | [ 16 ] |
| II     | 1964 | 27 de setembre | 8 km     | Sebastià Perelló  | Porsche    | 5'40"08    | 84,697     | Josep Maria Busquets | Montesa Impala 250 | 5'28"72      | 87,612       | [ 17 ] |

1. 1 2  Velocitat mitjana.

### 1965-Actualitat (només cotxes)
A 1 de gener de 2017
| Edició                 | Edició | Any  | Data           | Longitud    | Guanyador             | Cotxe               | Temps       | Km/h        | Ref.   |
| Nr                     | ED     | Any  | Data           | Longitud    | Guanyador             | Cotxe               | Temps       | Km/h        | Ref.   |
| ---------------------- | ------ | ---- | -------------- | ----------- | --------------------- | ------------------- | ----------- | ----------- | ------ |
| III                    | -      | 1965 | 26 de setembre | 8 km        | Pierre de Siebenthal  | Porsche 904         | 4'56"31     | 97,195      | [ 18 ] |
| IV                     | -      | 1966 | 25 de setembre | 8 km        | Joan Fernández        | Porsche Carrera 6   | 4'41"93     | 102,153     | [ 19 ] |
| -                      | -      | 1967 | Suspesa        | Suspesa     | Suspesa               | Suspesa             | Suspesa     | Suspesa     | [ 20 ] |
| V                      | -      | 1968 | 29 de setembre | 8 km        | Joan Fernández        | Porsche 911         | ?           | ?           | [ 21 ] |
| VI                     | -      | 1969 | 21 de setembre | 8 km        | Joan Fernández        | Porsche 908         | 4'16"28     | 112,377     | [ 22 ] |
| VII                    | -      | 1970 | 20 de setembre | 8 km        | Joan Fernández        | Porsche 908         | 4'11"91     | 114,326     | [ 22 ] |
| VIII                   | -      | 1971 | 26 de setembre | 8 km        | Joan Fernández        | Porsche 908/3       | 4'27"13     | 107,812     | [ 22 ] |
| IX                     | -      | 1972 | 24 de setembre | 8 km        | Joan Fernández        | Porsche 908/3       | 4'18"01     | 111,623     | [ 22 ] |
| X                      | -      | 1973 | 23 de setembre | 8 km        | Joan Fernández        | Porsche 908/3       | 4'21"81     | ?           | [ 22 ] |
| XI                     | -      | 1974 | 22 de setembre | 8 km        | Geni Baturone         | Brabham BT40        | 4'31"69     | 106,003     | [ 22 ] |
| XII                    | -      | 1975 | 28 de setembre | 8 km        | Joan Fernández        | Abarth Osella       | 4'21"12     | 110,294     | [ 22 ] |
| XIII                   | -      | 1976 | 26 de setembre | 8 km        | Joan Fernández        | Osella FA4 BMW      | 4'18"64     | 111,351     | [ 22 ] |
| XIV                    | -      | 1977 | 25 de setembre | 8 km        | Joan Fernández        | Lola BMW            | 4'11"09     | 114,699     | [ 23 ] |
| XV                     | -      | 1978 | 24 de setembre | 8 km        | Jean Claude           | March 742           | 4'03"87     | ?           | [ 24 ] |
| XVI                    | -      | 1979 | 23 de setembre | 8 km        | Marc Sourd            | Martini F2 MK28 ROC | 7'45"57     | ?           | [ 25 ] |
| XVII                   | ?      | 1980 | 29 de setembre | 8 km        | Jean Louis Bos        | Lola                | 8'00"91     | 119,77      | [ 9 ]  |
| -                      | -      | 1981 | 4 d'octubre    | Suspesa     | Suspesa               | Suspesa             | Suspesa     | Suspesa     | [ 10 ] |
| XVIII                  | 2      | 1982 | 12 de setembre | 8 km        | Fernando Gómez        | Toj-Torrella        | 4'12"0      | ?           | [ 26 ] |
| XIX                    | 3      | 1983 | 25 de setembre | 8 km        | Joan Fernández        | Lola-Danone         | 4'02"15     | ?           | [ 27 ] |
| XX                     | 4      | 1984 | 6 de maig      | 8 km        | Joan Fernández        | Osella-Danone       | 3'53"38     | ?           | [ 28 ] |
| XXI                    | 5      | 1985 | 5 de maig      | 8 km        | Fermí Vélez           | Lola-Danone         | 3'48"63     | ?           | [ 29 ] |
| XXII                   | 6      | 1986 | 4 de maig      | 8 km        | Andrés Vilariño       | Lola-BMW            | 3'49"50     | ?           | [ 30 ] |
| XXIII                  | 7      | 1987 | 3 de maig      | 8 km        | Joan Fernández        | Lola-Danone         | 3'54"62     | ?           | [ 31 ] |
| XXIV                   | 8      | 1988 | 24-abr         | 8 km        | Joan Fernández        | Osella BMW          | 3'58"10     | ?           | [ 32 ] |
| XXV                    | 9      | 1989 | 30-abr         | 8 km        | Joan Fernández        | Osella BMW          | 3'59"14     | ?           | [ 33 ] |
| XXVI                   | 10     | 1990 | 5 de maig      | ?           | Luis Martínez         | Lola                | ?           | ?           | [ 34 ] |
| XXVII                  | 11     | 1991 | 16 de juny     | ?           | Luis Martínez         | Osella BMW          | ?           | ?           | [ 35 ] |
| XXVIII                 | 12     | 1992 | 15 de novembre | ?           | Luis Martínez         | Lola BMW            | ?           | ?           | [ 36 ] |
| 1993-2003: Sense dades |        |      |                |             |                       |                     |             |             |        |
| XXXIX                  | ?      | 2004 | 11 d'octubre   | Sense dades | Sense dades           | Sense dades         | Sense dades | Sense dades | [ 37 ] |
| XL                     | ?      | 2005 | 22 de maig     | 4,4 km      | Daniel Lozano         | Speed-Car GT 1000   | 2'25"706    | ?           | [ 38 ] |
| XLI                    | 27     | 2006 | 19 de novembre | 4,4 km      | Pere Roca             | Bango BRC 02        | 2'20"288    | ?           | [ 39 ] |
| XLII                   | 28     | 2007 | 17 de novembre | 4,4 km      | Pere Roca             | Silver-Car S1       | 4'35"952    | ?           | [ 40 ] |
| XLIII                  | 29     | 2008 | 18 de maig     | 4,4 km      | Gabriel Arrabal       | Speed-Car GT 1000   | 7'55"943    | ?           | [ 41 ] |
| XLIV                   | 30     | 2009 | 20 de setembre | 4,4 km      | Iñigo Martínez        | Silver Car S2       | 2'14"969    | ?           | [ 42 ] |
| XLV                    | 31     | 2010 | 5 de setembre  | 4,4 km      | Pere Roca             | Silver-Car S1       | 2'14"526    | ?           | [ 43 ] |
| XLVI                   | 32     | 2011 | 4 de setembre  | 4,4 km      | Joan Josep Moll       | Speed-Car GT 1000   | 2'11"508    | ?           | [ 44 ] |
| XLVII                  | 33     | 2012 | 7 d'octubre    | Sense dades | Sense dades           | Sense dades         | Sense dades | Sense dades | [ 45 ] |
| XLVIII                 | 34     | 2013 | 6 d'octubre    | 4,4 km      | Andrés Vilariño       | Norma M20F          | 2'04"263    | 127,47      | [ 46 ] |
| XLIX                   | 35     | 2014 | 5 d'octubre    | 4,4 km      | Andrés Vilariño       | Norma M20F          | 2'06"143    | 125,57      | [ 47 ] |
| LI                     | 36     | 2015 | 3 d'octubre    | 4,4 km      | José A. López-Fombona | Audi Quattro DTM    | 2'08"339    | ?           | [ 48 ] |
| LII                    | 37     | 2016 | 2 d'octubre    | 4,4 km      | Andrés Vilariño       | Norma M20F          | 2'07"299    | 124,43      | [ 49 ] |

Notes
1. ↑  Atès que l'Escuderia Drach decidí reiniciar la numeració de les edicions de la cursa en recuperar-la el 1982, s'indiquen dos ordinals d'edició: el correlatiu (Nr) i el propi de l'Escuderia Drach (ED).
2. ↑  Velocitat mitjana.
3. 1 2 3  Temps global, resultat de sumar els parcials de dues pujades.